# 1398

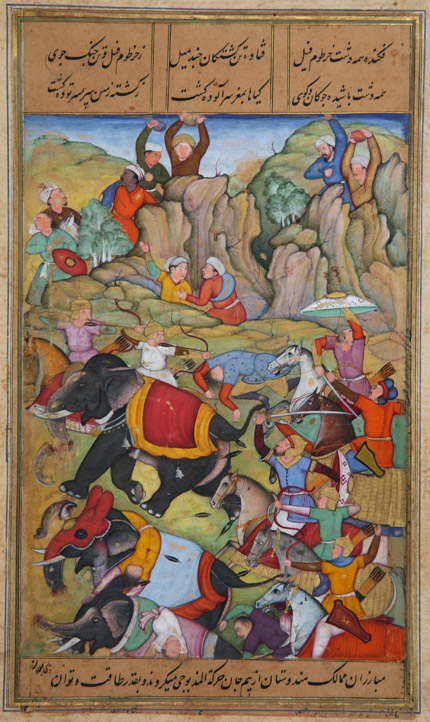
Timoer Lenk verslaat de sultan van Delhi

Het jaar 1398 is het 98e jaar in de 14e eeuw volgens de christelijke jaartelling.

## Gebeurtenissen
- 17 december - Timoer Lenk verslaat de sultan van Delhi en neemt de hoofdstad Delhi in.
- Albrecht van Holland onderneemt een tweede expeditie tegen Friesland. De Schieringers erkennen hem als leenheer, maar de Vetkopers blijven zich verzetten.
- De Duitse Orde verdrijft de Victualiënbroeders van Gotland.
- De Universiteit van Fermo wordt gesticht.
- Het Ferapontovklooster wordt gesticht.
- Biberach wordt een Vrije Rijksstad, zie Rijksstad Biberach
- Het Glendaloughklooster in Wicklow wordt verwoest.
- oudst bekende vermelding: Zwartsluis

## Opvolging
- Bosnië - Jelena Gruba opgevolgd door Stefanus Ostoja
- Brieg - Lodewijk I opgevolgd door zijn zoon Hendrik VII
- China (Ming) - Hongwu opgevolgd door zijn kleinzoon Jianwen
- Cyprus - Jacobus I opgevolgd door Janus
- Foix - Matheus opgevolgd door zijn zuster Isabella
- Korea (Joeson) - Taejo opgevolgd door zijn zoon Jeongjong
- Mark - Diederik opgevolgd door zijn broer Adolf II van Kleef
- Neurenberg - Frederik V opgevolgd door zijn zoons Johan III (Brandenburg-Ansbach) en Frederik VI (Brandenburg-Kulmbach)
- Rijnpalts - Ruprecht II opgevolgd door zijn zoon Ruprecht III
- Tonnerre - Lodewijk I opgevolgd door zijn zoon Lodewijk II

## Afbeeldingen

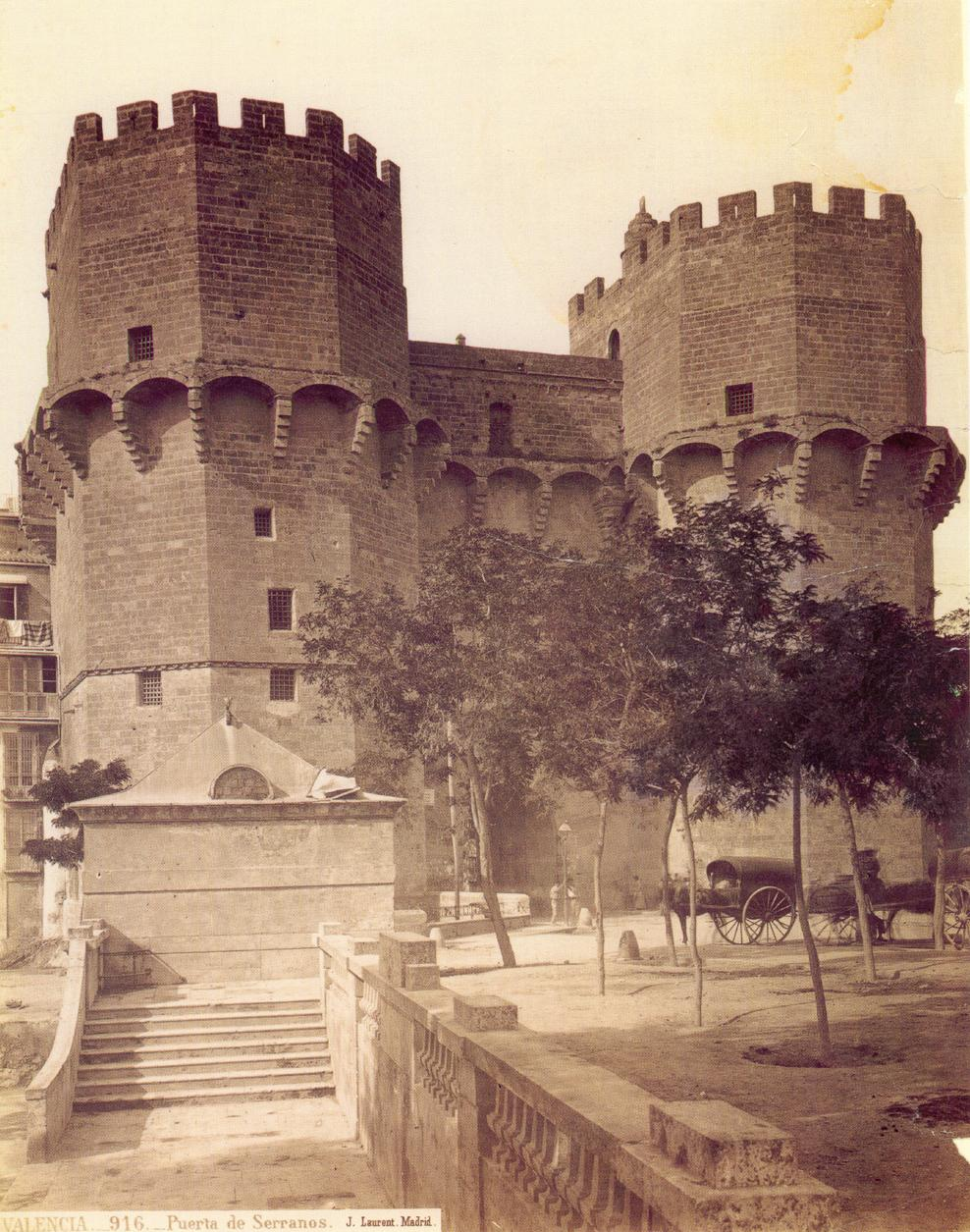
Porta de Serrans, Valencia, gebouwd 1392-1398

## Geboren
- 25 februari - Xuande, keizer van China (1425-1435)
- 19 augustus - Íñigo López de Mendoza, Castiliaans dichter
- 31 augustus - Jan van Touraine, dauphin van Frankrijk
- Guillaume de Beauharnais, Frans legerleider
- Hedwig van Schaumburg, Duits edelvrouw
- Jamyang Namkha Gyaltsen, Tibetaans geestelijk leider

## Overleden
- 6 januari - Ruprecht II (72), keurvorst van de Palts (1390-1398)
- 21 januari - Frederik V (64), burggraaf van Neurenberg
- 31 januari - Suko (63), tegenkeizer van Japan (1348-1351)
- 2 februari - Pieter I Adornes (~47), Vlaams zakenman en bestuurder
- 24 juni - Hongwu (69), keizer van China (1368-1398)
- augustus - Matheus van Foix-Castelbon (~35), Frans edelman
- 5 oktober - Blanca van Navarra (~67), echtgenote van Filips VI van Frankrijk
- 3 december - Gerard Zerbolt van Zutphen (~31), Nederlands mysticus
- 12 december - Hendrik VIII van Legnica (~43), Silezisch edelman en bisschop
- december - Lodewijk I van Brieg (~77), Silezisch edelman
- Diederik X van Kleef (~24), graaf van Mark
- Giovanni del Biondo (~42), Italiaans schilder
- Jan I van Empúries (~60), Aragonees edelman
- Lodewijk I (~59), graaf van Tonnerre
- Vladimir Olgerdovich, grootvorst van Kiev (jaartal bij benadering)